# Elecciones parlamentarias de Dinamarca de 1984
Las elecciones parlamentarias se celebraron en Dinamarca el 10 de enero de 1984, después de que la oposición votara en contra del proyecto de presupuesto general del gobierno. Esto obligó a renunciar al primer ministro Anker Jorgensen y este fue reemplazado por Poul Schlüter del Partido Popular Conservador y en coalición con los liberales, demócrata cristianos y los demócratas del centro. Aunque tras las elecciones los Socialdemócratas siguieron siendo el partido más grande en el Folketing con 56 de los 179 escaños, el Partido Popular Conservador logró su mejor resultado, con 42 escaños. Los socios de la coalición fueron el Venstre y los Demócratas Cristianos también aumentaron su representación, aunque el cuarto partido de la coalición de gobierno, los Demócratas del Centro, perdieron siete de sus 15 escaños. En general, la coalición ganó tres escaños más y Poul Schlüter continuó como primer ministro. La participación electoral fue del 88.4% en Dinamarca propiamente dicha, del 61.0% en las Islas Feroe y del 63.9% en Groenlandia.

## Contexto
Después de las elecciones de 1981, el líder del Partido Social Demócrata, Anker Jorgensen, continuó como Primer Ministro del Gobierno minoritario. Debido a la creciente oposición a sus políticas, el gabinete de Joergensen renunció en septiembre de 1982 y un gobierno minoritario de cuatro partidos (conservadores, liberales, demócratas del centro y los demócratas cristianos), bajo la dirección de Poul Schlüter (conservador). El 15 de diciembre de 1983, el Primer Ministro Schliiter anunció la renuncia de su Gobierno después de que el Parlamento votara 93 contra 77 en contra de su Proyecto de Ley de Finanzas de 1984. El Folketing se disolvió al día siguiente.
El debate durante la campaña electoral se centró en la cuestión de si el gobierno de coalición de centroderecha había tenido éxito en sus esfuerzos por estabilizar la economía y reducir el gasto público. El Partido Social Liberal y, hasta cierto punto, el Partido del Progreso, apoyaron las afirmaciones de la coalición saliente de que el Gobierno debería seguir la nueva línea de política económica.
El día de la votación, los conservadores, liberales, radicales y demócrata cristianos obtuvieron ganancias mientras que el Partido del Progreso, los Demócratas del Centro y los Socialdemócratas no tuvieron tanta suerte. El resultado general le dio al gabinete de coalición Schlüter la fuerza suficiente (90 escaños, incluido el apoyo de los radicales y tres diputados en el extranjero) para que pueda continuar sin cambios en el cargo.

## Resultados
|                                                     |           |       |         |       |
| Partido                                             | Votos     | %     | Escaños | +/–   |
| Dinamarca                                           |           |       |         |       |
| Socialdemócratas                                    | 1,062,561 | 31.60 | 56      | –3    |
| Partido Popular Conservador                         | 788,224   | 23.45 | 42      | +16   |
| Venstre                                             | 405,737   | 12.07 | 22      | +2    |
| Partido Popular Socialista                          | 387,122   | 11.51 | 21      | 0     |
| Partido Social Liberal                              | 184,642   | 5.49  | 10      | +1    |
| Demócratas del Centro                               | 154,553   | 4.60  | 8       | –7    |
| Partido del Progreso                                | 120,641   | 3.59  | 6       | –10   |
| Demócratas Cristianos                               | 91,623    | 2.73  | 5       | +1    |
| Socialistas de Izquierda                            | 89,356    | 2.66  | 5       | 0     |
| Partido Justicia                                    | 50,381    | 1.50  | 0       | 0     |
| Partido Comunista de Dinamarca                      | 23,085    | 0.69  | 0       | 0     |
| Partido de los Trabajadores Socialistas             | 2,151     | 0.06  | 0       | 0     |
| Partido Comunista de Dinamarca/Marxistas-Leninistas | 978       | 0.03  | 0       | Nuevo |
| Independents                                        | 956       | 0.02  | 0       | 0     |
| Votos en blanco/nulos                               | 24,723    | –     | –       | –     |
| Total                                               | 3,386,733 | 100   | 175     | 0     |
| Islas Feroe                                         |           |       |         |       |
| Partido Unionista                                   | 4,744     | 25.9  | 1       | 0     |
| Partido Popular                                     | 4,605     | 25.1  | 1       | +1    |
| Partido de la Igualdad                              | 4,317     | 23.5  | 0       | –1    |
| República                                           | 3,646     | 19.9  | 0       | 0     |
| Partido del Autogobierno                            | 1,033     | 5.6   | 0       | 0     |
| Votos en blanco/nulos                               | 73        | –     | –       | –     |
| Total                                               | 18,418    | 100   | 2       | 0     |
| Groenlandia                                         |           |       |         |       |
| Atassut                                             | 9,308     | 43.5  | 1       | 0     |
| Siumut                                              | 9,148     | 42.6  | 1       | 0     |
| Inuit Ataqatigiit                                   | 2,972     | 13.9  | 0       | Nuevo |
| Votos en blanco/nulos                               | 633       | –     | –       | –     |
| Total                                               | 22,028    | 100   | 2       | 0     |
| Fuente: Nohlen & Stöver                             |           |       |         |       |